# Самуель Санчес
Самуель Санчес  (ісп. Samuel Sánchez, 5 лютого 1978) — іспанський велогонщик, олімпійський чемпіон.

## Виступи на Олімпіадах
| Олімпіада  | Дисципліна                         | Місце |
| ---------- | ---------------------------------- | ----- |
| Пекін 2008 | особиста шосейна гонка             | 1     |
| Пекін 2008 | шосейна гонка з роздільним стартом | 6     |